# FK Andijon
FK Andijon (uzb. «Andijon» professional futbol klubi, ros. Профессиональный футбольный клуб «Андижан», Profiessionalnyj Futbolnyj Kłub "Andiżan") – uzbecki klub piłkarski z siedzibą w mieście Andiżan, występujący w Oʻzbekiston PFL.

## Historia
Chronologia nazw:
- 1964—1967: Spartak Andijon (ros. «Спартак» Андижан, Spartak Andiżan)
- 1968: FK Andijon (ros. ФК «Андижан», FK Andiżan)
- 1969—1985: Andijanes Andijon (ros. «Андижанец» Андижан, Andiżaniec Andiżan)
- 1986—1989: Paxtakor Andijon (ros. «Пахтакор» Андижан, Pachtakor Andiżan)
- 1989—1990: Spartak Andijon (ros. «Спартак» Андижан, Spartak Andiżan)
- 1991—1996: Navroʻz Andijon
- 1997—...: FK Andijon

Piłkarski klub Spartak został założony w Andiżanie w 1964. Klub często zmieniał nazwę. Występował w drugiej lidze Mistrzostw ZSRR. W latach 1991–1996 występował pod nazwą Navroʻz Andijon. Występuje w najwyższej klasie rozgrywkowej od początku istnienia ligi niepodległego Uzbekistanu, z przerwą na jeden sezon, kiedy to występował w Birinczi Lidze.